# Leptoxis crassa
Leptoxis crassa é uma espécie de gastrópode  da família Pleuroceridae.
Foi endémica dos Estados Unidos da América.